# Marián Prusák
Marián Prusák (* 8. října 1964) je bývalý slovenský fotbalový útočník.

## Fotbalová kariéra
Rodák z Tisince. Odchovanec Stropkova hrál v lize za Tatran Prešov (1983–1986), na vojně za RH Cheb (1986–1988) a po vojně znovu za Tatran Prešov. V lize nastoupil ke 132 utkáním a dal 10 gólů. Později působil v nižší soutěži v Německu, v Prievidzi a v Humenném. Po skončení aktivní kariéry působí jako trenér v nižších soutěžích – mj. ve Velkém Šariši a Bardejově.